# Gorenje Jesenice
Gorenje Jesenice este o localitate din comuna Šentrupert, Slovenia, cu o populație de 111 locuitori.